# 今池国際劇場
今池国際劇場・国際シネマ（いまいけこくさいげきじょう こくさいシネマ）は、愛知県名古屋市千種区今池にあった映画館。東宝の封切館だった。

## データ
- 所在地：愛知県名古屋市千種区今池5-11-18
  - 現在の「キング観光サウザンド今池1号店」の位置[2]。
- アクセス : 名古屋市営地下鉄東山線・桜通線 今池駅の8番出口から徒歩ですぐ。
- 座席数：466席（1953）→690席（1955）→650席（1960）→700席（1964）→288席（1970）→285席（1975 - 1983）→247席（1985 - 2003）→212席（2004 - 2006）[3]。
- 支配人 : 栗本藤七（1953 - 1964）、本間俊一（1970）、成田政義（1975 - 1979）、浅野秀逸（1981）、安江信正（1985）、半田力（1990）、村岡邦彦（1993 - 1995）、古川幹教（1999 - 2000）、原智章（2003 - 2004）、赤尾豊（2005 - 2006）[3]。

## 歴史

### 年表
- 1946年（昭和21年）8月1日 - 開館。
- 1984年（昭和59年）3月17日 - ビル化。
- 2006年（平成18年）8月19日 - 閉館。

### 沿革
太平洋戦争終戦翌年の1946年（昭和21年）8月1日、ヘラルドグループ創業者の古川為三郎によって、国際劇場として開館した。1953年の『全国映画館総覧』によると座席数は466席、洋画・邦画の新作を上映していたが、1955年（昭和30年）の『全国映画館総覧』では690席・東映系の映画館となっていた。しかし同年11月1日に今池東映劇場がオープンしたことから、国際劇場は東宝系の映画館へ移行。同日に封切られた美空ひばり主演の『ジャンケン娘』は大ヒットとなった。
全国の映画館数がピークに達した1960年（昭和35年）の『全国映画館録1960』では650席を有する映画館であったが、1960年代後半には座席数が300席弱まで減らされ、1980年（昭和55年）頃には一時的に洋画ロードショウ館となった。名古屋市出身の作家・野沢尚は、1971年（昭和46年）7月17日に封切られた岡本喜八監督の戦争映画『激動の昭和史 沖縄決戦』を父と一緒に見たという。
1984年（昭和59年）頃には木造平屋建の建物を鉄筋コンクリート造2階建に建て替え、1階にはパチンコ店が入り、2階に今池国際劇場と国際シネマが入った。経営会社が今池土地建物からエフワンに移り、再び東宝系の映画館となった。同年代に上映した主なヒット作に『耳をすませば』『Shall We ダンス?』『もののけ姫』『ラヂオの時間』などがある。
2006年（平成18年）2月27日には、エフワンが民事再生法の適用を受けた。同年8月20日付の新聞にて、今池国際劇場と今池国際シネマが営業停止となったことが報じられ、60年間の歴史に終止符が打たれた。エフワンは今池で大規模娯楽施設を複数経営しており、同時にパチンコホール2店舗なども営業停止となった。2008年（平成20年）12月26日、跡地にパチンコホールのキング観光サウザンド今池店（後の今池1号店）がグランドオープンした。